# أليكساندر بوندار
أليكساندر بوندار (بالروسية: Бондарь, Александр Викторович)‏ هو صحفي روسي، ولد في 21 سبتمبر 1972 في كراسنودار في روسيا.